# Giuliana Furci
Giuliana Furci (Londres, 12 de agosto de 1978) es una micóloga de campo, conferencista y escritora de origen chileno-italiano. Actualmente es la directora ejecutiva de la Fundación Fungi, organización que fundó en 2012. 

## Biografía
Giuliana nació en Londres de madre chilena (Ximena George-Nascimento) y padre italiano (Carmelo Furci). Su madre era una refugiada chilena que había huido de su país debido al golpe de Estado de 1973, habiendo sido prisionera política durante 365 días entre 1973 y 1974. Su padre es originario del pueblo de Dinami en Calabria, Italia.
A los 14 años, Giuliana dejó Londres y se trasladó a Chile junto a su madre.

## Carrera
En 1999, Giuliana comenzó su carrera como micóloga autodidacta mientras estudiaba acuicultura en la Universidad de Los Lagos en Osorno, Chile. Viajó por Chile documentando hongos desde el año 2000 hasta 2005 con su colega Carolina Magnasco. Este viaje resultó en una colección de más de 6.000 fotografías y cientos de recolecciones de hongos.
En 2005, Giuliana viajó al estado de Washington y tomó su primera clase con Paul Stamets en Fungi Perfecti, titulada Growing Gourmet and Medicinal Fungi. Al regresar a Chile, Carolina Magnasco y Giuliana abrieron una granja de cultivo de Reishi en Santiago llamada "Fungi Australe SA", que operó durante 2 años antes de cerrar debido a la elección de no seguir una carrera en un negocio con fines de lucro.
En 2007, Giuliana escribió su primer libro Fungi Austral, una guía de campo de hongos australes chilenos. Desde finales de 2005 hasta 2010, Giuliana trabajó para la Fundación Terram como coordinadora del programa de cultivo de salmones.
En 2012, Giuliana fundó la Fundación Fungi. Su trabajo desencadenó la inclusión de los hongos en la legislación ambiental chilena y permitió evaluar el estado de conservación de más de 80 especies de hongos. Fundación Fungi fue la primera ONG en el mundo dedicada a la protección de los hongos, y tiene oficinas en Chile y Estados Unidos. Ha publicado dos guías de campo sobre los hongos chilenos: Guías de campo Hongos de Chile, Volumen I y Volumen II.
Giuliana es la curadora del Fungario FFCL, el cual es continuamente estudiado en colaboración con expertos de la Universidad de Harvard, Conicet (Argentina) y la Universidad de Florida. Como micóloga de campo, ayudó a describir tres nuevas especies: Amanita galactica, Cortinarius chlorosplendidus y Psilocybe stametsii. Ha llevado a cabo expediciones micológicas en casi 20 países.

### Afiliaciones
Es asociada de la Universidad de Harvard, exploradora de National Geographic, Dama de la Orden de la Estrella de Italia, vicepresidenta del Comité de Conservación de Hongos de la UICN y autora de varios títulos, incluida una serie de guías de campo sobre hongos chilenos y coautora de títulos como el primer Informe sobre los Hongos del Mundo y la publicación que delimita el término "funga" y la Propuesta 3F - Fauna, Flora y Funga. Giuliana ha ocupado cargos de consultoría en fundaciones filantrópicas de Estados Unidos, así como cargos a tiempo completo en organizaciones internacionales y chilenas de conservación marina. Es miembro del Consejo de la Fundación Acción Fauna y del Consejo Asesor de la Sociedad para la Protección de Redes Subterráneas (SPUN), entre otras organizaciones.

## Premios y reconocimientos
Giuliana ha recibido varias distinciones, incluyendo el Premio de Liderazgo en Conservación en América Latina Buffett/National Geographic 2022, el Premio Gordon y Tina Wasson de la Sociedad Micológica de América 2022, y el Premio del Presidente de la Sociedad Internacional para la Conservación de los Hongos en 2013.
Su trabajo con la Fundación Fungi ha sido destacado en medios internacionales como el New York Times, The Guardian, Science Magazine, BBC, The Atlantic y el Times of India.